# Benquet
Benquet é uma comuna francesa na região administrativa da Nova Aquitânia, no departamento Landes. Estende-se por uma área de 29,52 km². Em 2010 a comuna tinha 1 827 habitantes (densidade: 61,9 hab./km²).